# Caso de la corrupción de la FIFA (Guatemala)
El caso de corrupción de la FIFA Se dio a conocer en los días finales del año 2015 cuando Héctor Trujillo exsecretario general de la Fedefut fue arrestado en Miami, Florida, acusado de corrupción.

## Acusación
El exdirigente estaba acusado de recibir cientos de miles de dólares en sobornos de firma de mercadeo deportivo a cambio de contratos por los derechos comerciales de los partidos clasificatorios. El exfuncionario admitió haber recibido los sobornos y aceptó no apelar ninguna sentencia de menos de 57 meses, según el acuerdo que presentó ante el tribunal federal.
En total, las causas en Estados Unidos por el escándalo de corrupción en la FIFA, que estalló en mayo de 2015 tuvo una segunda oleada de acusaciones en diciembre del mismo año, incluyendo a 39 personas, la mayoría altos dirigentes del fútbol del continente americano, y dos importantes compañías de marketing deportivo. 
El expresidente Jiménez se declaró culpable en una corte de Nueva York por el escándalo de la corrupción y fue acusado de haber recibido sobornos por contratos de los derechos de transmisión para los partidos de la clasificatoria a los mundiales con la empresa de mercadeo deportivo Media World —ahora MediaPro—.

## Investigación
La controlaría determinó que se efectuaron pagos que no tienen documentación de respaldo, gastos no autorizados, así como pagos por los cuales no fueron presentados los voucher correspondientes. Entre las inconsistencias encontradas están los voucher de cheques, nombres consignados de personas que ya no laboraban en la federación al momento de emitirse el documento, pagos a tarjetas de crédito por compras realizadas y adquisiciones que no fueron declaras. Según la controlaría, los funcionarios no vigilaron el uso adecuado de los fondos de la federación. 
Las personas involucradas son el expresidente Jiménez, el extesorero del Comité Ejecutivo Noé García, el exsecretario general administrativo Renato Durán, el excontador general, Vinicio González; el coordinador técnico del Proyecto Goal, Álex Carías —aún en funciones—, el exdirector Financiero, Carlos Vides; el coordinador de tesorería, el de presupuesto y financiero, así como el auditor interno.